# James Retallack
James Retallack (* 2. Juli 1955 in Montreal) ist ein kanadischer Historiker.

## Leben
Retallack studierte bis 1978 Geschichtswissenschaft an der Trent University in Peterborough (Ontario) und danach als Rhodes Scholar an der Universität Oxford, an der er 1983 zum Ph.D. promoviert wurde. Er erhielt anschließend postdoctoral Fellowships an der Stanford University und der University of Alberta. 1987 wurde er an die University of Toronto berufen, an der er bis heute eine Geschichtsprofessur ausübt.
Retallacks Forschungs- und Lehrtätigkeiten erstrecken sich auf die deutsche und europäische Geschichte zwischen 1740 und 1945. 1993/94 verbrachte er ein Jahr als Humboldt-Stipendiat an der Freien Universität Berlin und war Gastprofessor am dortigen Institut für Politikwissenschaft. 2002/03 war er Gastprofessor an der Universität Göttingen und gewann den Friedrich-Wilhelm-Bessel-Forschungspreis. 2011 wurde er zum Mitglied der Royal Society of Canada gewählt. 2014 lehrte er als Gastprofessor an der Universität Wuppertal.

## Schriften (Auswahl)
Monographien
- Das rote Sachsen. Wahlen, Wahlrecht und politische Kultur im Deutschen Kaiserreich. Leipziger Universitätsverlag, Leipzig 2023, ISBN 978-3-96023-472-2.
- German Social Democracy through British Eyes. A Documentary History, 1870–1914. University of Toronto Press, Toronto 2022, ISBN 978-1-4875-2748-8.
- Red Saxony. Election Battles and the Spectre of Democracy in Germany, 1860–1918. Oxford University Press, Oxford 2017, ISBN 978-0-19-966878-6.
- Germany’s Second Reich. Portraits and pathways. University of Toronto Press, Toronto 2015, ISBN 978-1-4426-2852-6.
- The German Right 1860–1920. Political Limits of the Authoritarian Imagination. University of Toronto Press, Toronto / Buffalo / London 2006, ISBN 978-0-8020-9419-3.
- Germany in the Age of Kaiser Wilhelm II. Macmillan Press, Houndmills, Basingstoke, Hampshire 1996, ISBN 0-333-59242-5.
- mit Larry Eugene Jones: Elections, Mass Politics, and Social Change in Modern Germany. New Perspectives. Cambridge University Press, Cambridge u. a. 1992, ISBN 0-521-42912-9.

Herausgeberschaften
- mit Ute Planert: Decades of Reconstruction. Postwar Societies, State-Building, and International Relations, From the Eighteenth to the Twentieth Century (= Publications of the German Historical Institute). Cambridge University Press, Cambridge 2017, ISBN 978-1-316-61708-3.
- mit David Blackbourn: Localism, Landscape, and the Ambiguities of Place. German-speaking Central Europe, 1860–1930. University of Toronto Press, Toronto / Buffalo, NY / London 2014, ISBN 978-1-4426-2865-6.
- Imperial Germany, 1871–1918. The Short Oxford History of Germany. Oxford University Press, Oxford 2008, ISBN 978-0-19-920487-8.
- mit Geoff Eley: Wilhelminism and its Legacies. German Modernities, Imperialism, and the Meanings of Reform, 1890–1930. Essays for Hartmut Pogge von Strandmann. Berghahn Books, New York und Oxford 2003, ISBN 1-57181-223-7.
- Sachsen in Deutschland. Politik, Kultur und Gesellschaft 1830–1918 (= Studien zur Regionalgeschichte. Bd. 14). Verlag für Regionalgeschichte, Bielefeld 2000, ISBN 3-89534-322-6.
- mit Karl Heinrich Pohl, Simone Lässig: Modernisierung und Region im wilhelminischen Deutschland. Wahlen, Wahlrecht und politische Kultur. Verlag für Regionalgeschichte, Bielefeld 1995, ISBN 3-89534-153-3.
- mit Larry Eugene Jones: Between Reform, Reaction and Resistance. Studies in the History of German Conservatism from 1789 to 1945. Berg, Providence RI u. a. 1993, ISBN 0-85496-787-7.